# Teresópolis (Rio de Janeiro)
Teresópolis est une ville de l’État de Rio de Janeiro au Brésil, sur une région montagneuse connue comme « Região Serrana ». Le parc national de Serra dos Órgãos se situe partiellement dans Teresópolis.
La ville comptait 167 622 habitants en 2012 et sa superficie est de 770,507 km2.

## Histoire
Au XVIe siècle, avant l’arrivée des Portugais dans la région où Teresópolis se situe aujourd’hui, elle était habitée par les indiens. Dans les siècles suivants, les portugais ont commencé à acheter des terres. La région a encore été occupée par un quilombo, formé par des esclaves fugitives des plantations de canne à sucre près de Rio de Janeiro.
En 1821, le citoyen britannique George March (né et élevé en Portugal) y a établi une ferme, qui est devenue le peuplement plus important sur le chemin entre la cour à Rio de Janeiro e la région de Gerais (aujourd’hui, l’État de Minas Gerais), ce qui a permis le grand développement de l´agriculture.
La famille impériale brésilienne était très attirée par la beauté naturelle et le climat de la région, qui s’est développée lentement jusqu’à 1855, quand la colonie est devenue un village et a pris le nom de Freguesia de Santo Antonio de Paquequer.
Le développement postérieur du village est dû aux commerçants qui voyageaient de Minas Gerais en direction de Rio de Janeiro, et tenaient la région comme un arrêt pour repos. Finalement, le 6 juillet 1891 le village est devenu une ville qui a été nommée Teresópolis, d’après l’impératrice Thérèse-Christine, l’épouse de l’empereur Pierre II.

## Géographie

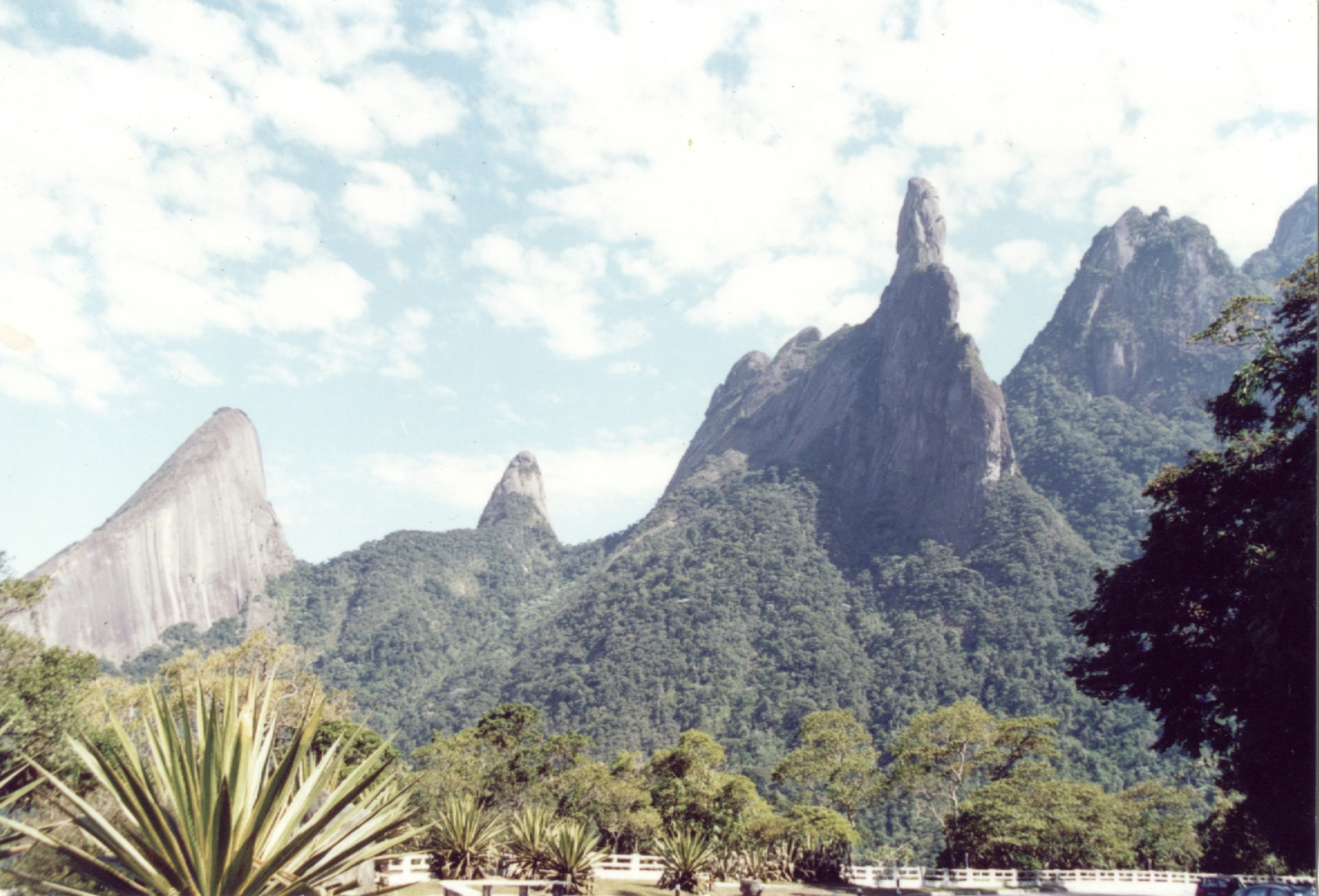
Le Dedo de Deus.

D’après le recensement brésilien de 2010, Teresópolis avait une population de 163 746 habitants, dans une aire de 770,507 km2. Elle contient le Parc National de Serra dos Órgãos, dont la végétation prédominante appartient à la forêt atlantique. La ville est entourée par des forêts et des montagnes bien-connues, d’après lesquelles elle est connue comme la capitale nationale de l’alpinisme. Les montagnes plus célèbres sont :
- Pedra do Sino (2263 m)
- Pedra do Açu (2230 m)
- Agulha do Diabo (2020 m)
- Nariz do Frade (1919 m)
- Dedo de Deus (1651 m)
- Pedra da Ermitage (1485 m)
- Dedo de Nossa Senhora (1320 m)

Parmi ces montagnes, la plus fameuse « Dedo de Deus » (le « Doigt de Dieu »).
Le climat de Teresópolis est classé comme subtropical humide, avec des étés amènes et humides ainsi que des hivers froids et secs.

## Tourisme
La ville de Teresópolis est une ville à vocation touristique et récréative, et chaque jour les touristes se succèdent pour découvrir une variété de sites touristiques. La ville est aussi la capitale de l'alpinisme brésilien. Dans la Serra dos Órgãos, une étonnante formation montagneuse, les visiteurs profitent du parc en s'adonnant aux randonnées d'une journée, à l'alpinisme, et à l'escalade de haut niveau. Le parc national da Serra dos Órgãos protège la grande diversité biologique de sa faune et de sa flore, surtout les espèces menacées.
La ville possède une grande variété de facilités de récréation et plusieurs chalets et attractions touristiques dans la région avoisinante. Les visiteurs souvent s'y rendent pour un week-end ou un circuit touristique de courte durée. La région offre une multitude d'activités : alpinisme, golfs, une piste de ski intérieure, théâtre, salles de cinéma, centres commerciaux, des spectacles de musique et de danse, une foire d'artisanat bien réussie, et un grand choix de restaurants gastronomiques avec des menus proposant des recettes traditionnelles, des spécialités de viandes, des spécialités italiennes, japonaises, russes, parmi d'autres. La ville compte aussi un bel ensemble de splendides maisons bourgeoises, deux bonnes universités, dont une école de médecine, avec de nombreux diplômés hautement qualifiés.
Le centre d'entraînement de l'équipe du Brésil de football se trouve à Teresópolis, la Granja Comary, que souvent attire l'attention des médias internationaux lors de la présence des stars du football brésilien.
En revanche, la ville possède également ses côtés peu reluisants de pauvreté, dont quelques institutions et organismes s'appliquent à les résoudre.
|  |  |  |  |

## Tragédie

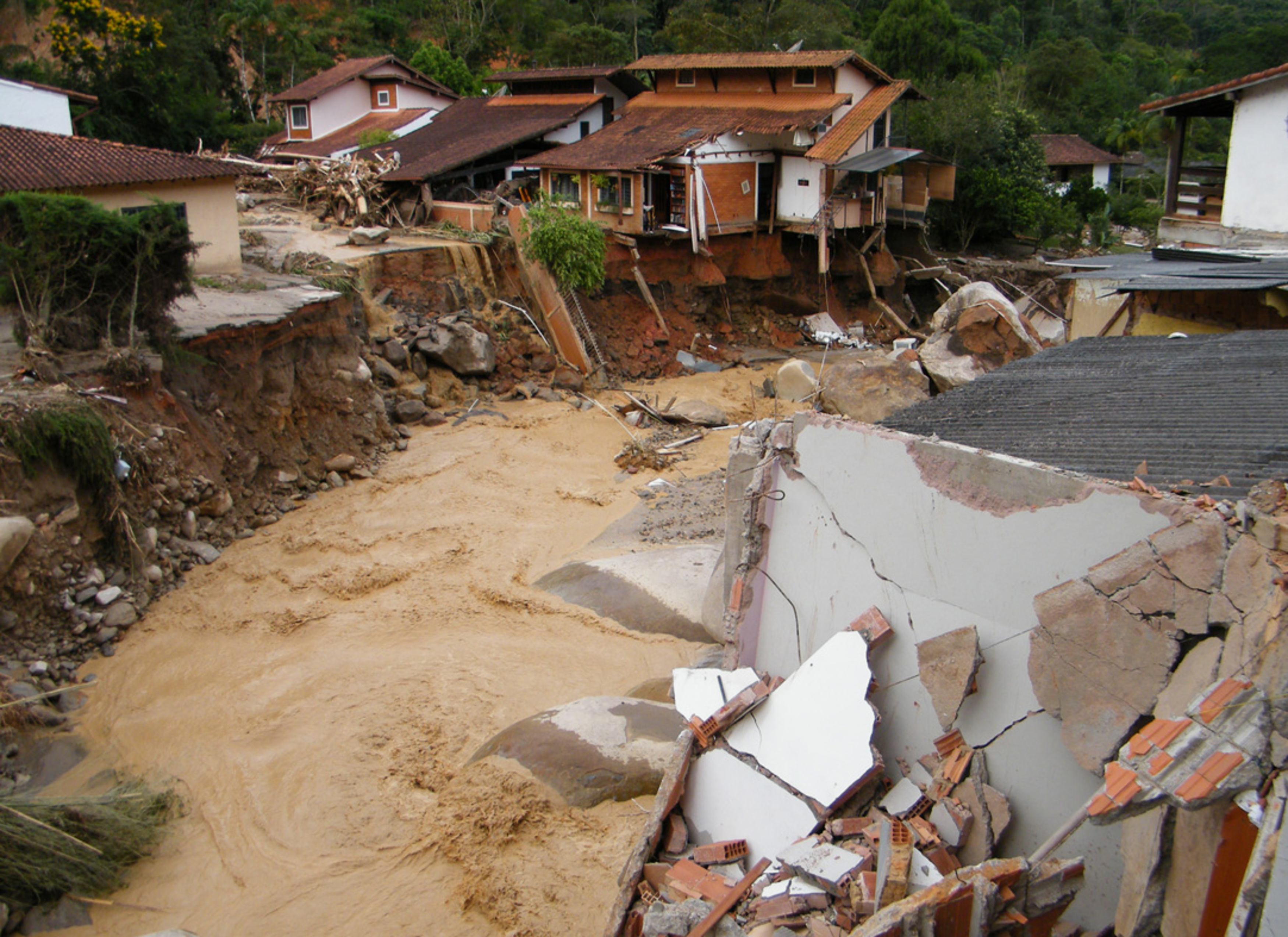
Teresópolis pendant les pluies diluviennes de janvier 2011 au Brésil, qui ont tué 382 personnes dans la ville et au moins 610 en totalité.

La croissance sans contrôle de Teresópolis et d’autres villes de la région montagneuse près de Rio de Janeiro a mené à la construction d’un grand nombre de maisons sur des terrains inclinés ou aux bords de rivières. Les fortes précipitations qui touchent la ville en janvier 2011, dépassant en 24 heures les prévisions mensuelles, provoquent une série d’inondations et de glissements de terrain, et entraînent la mort de 382 personnes et la destruction de milliers de foyers. Cet évènement est considéré comme la pire tragédie climatique de l’histoire du Brésil,.